# Ventrosia
Ventrosia là một chi ốc nước ngọt rất nhỏ, động vật thân mềm chân bụng trong họ Hydrobiidae.

## Các loài
Các loài trong chi Ventrosia gồm có:
- Ventrosia maritima (Milaschewitsch, 1916)[2]
- Ventrosia ventrosa (Montagu, 1803)[3]